# Дуллан (кантон)
Дуллан (фр. Doullens) — кантон во Франции, находится в регионе О-де-Франс, департамент Сомма. Входит в состав округа Амьен.

## История
До 2015 года в состав кантона входили коммуны:
Ам-Арденваль, Боваль, Бокен, Бревиллер, Букмезон, Груш-Люшуэль, Дуллан, Жезенкур, Лонгвиллет, Люшё, Нёвиллет, Отьёль, Террамениль, Эмберкур.
В результате реформы 2015 года   состав кантона был изменен. В него вошли упраздненный кантон Бернавиль, а также отдельные коммуны кантонов Домар-ан-Понтьё и Креси-ан-Понтьё.

## Состав кантона с 22 марта 2015 года
В состав кантона входят коммуны (население по данным Национального института статистики Архивная копия от 7 ноября 2021 на Wayback Machine за 2018 г.):
- Ажанвиль (88 чел.)
- Ам-Арденваль (369 чел.)
- Барли (173 чел.)
- Беалькур (142 чел.)
- Бернавиль (1 062 чел.)
- Бернатр (35 чел.)
- Бернёй (265 чел.)
- Боваль (2 066 чел.)
- Бокен (1 318 чел.)
- Бомес (224 чел.)
- Бонвиль (333 чел.)
- Бревиллер (108 чел.)
- Буаберг (75 чел.)
- Букмезон (495 чел.)
- Горж (39 чел.)
- Груш-Люшуэль (577 чел.)
- Домемон (42 чел.)
- Домлеже-Лонвиллер (302 чел.)
- Дуллан (5 998 чел.)
- Жезенкур (418 чел.)
- Йермон (151 чел.)
- Канда (1 104 чел.)
- Контвиль (216 чел.)
- Ле-Мейар (155 чел.)
- Лонгвиллет (76 чел.)
- Люшё (528 чел.)
- Мезероль (186 чел.)
- Мезикур (189 чел.)
- Монтиньи-ле-Жонглёр (95 чел.)
- Нёвиллет (221 чел.)
- Оккош (128 чел.)
- Отё (121 чел.)
- Отьёль (409 чел.)
- Прувиль (319 чел.)
- Ремениль (31 чел.)
- Сент-Ашёль (29 чел.)
- Террамениль (313 чел.)
- Утребуа (314 чел.)
- Фроан-сюр-Оти (235 чел.)
- Фьеф-Монреле (334 чел.)
- Фьянвиллер (686 чел.)
- Эзекур (167 чел.)
- Эмберкур (269 чел.)
- Эпекан (5 чел.)

## Политика
На президентских выборах 2022 г. жители кантона отдали в 1-м туре Марин Ле Пен 38,6 % голосов против 26,1 % у Эмманюэля Макрона и 13,5 % у Жана-Люка Меланшона; во 2-м туре в кантоне победил Макрон, получивший 58,1 % голосов. (2017 год. 1 тур: Марин Ле Пен – 36,3 %, Эмманюэль Макрон – 18,6 %, Франсуа Фийон – 16,9 %, Жан-Люк Меланшон – 15,7 %; 2 тур: Ле Пен – 53,3 %. 2012 год. 1 тур: Марин Ле Пен – 27,4 %, Франсуа Олланд – 27,1 %, Николя Саркози – 23,8 %; 2 тур: Олланд – 54,1 %).
С 2015 года кантон в Совете департамента Сомма представляют мэр города Дуллан Кристель Ивер (Christelle Hiver) (Разные правые) и бывший мэр коммуны Бернавиль, сенатор Лоран Сомон (Laurent Somon) (Республиканцы).
|                | Кандидаты                     | Партия                   | Первый тур | Первый тур     | Второй тур | Второй тур |
| Кол-во голосов | Кандидаты                     | Партия                   | % голосов  | Кол-во голосов | % голосов  |            |
| -------------- | ----------------------------- | ------------------------ | ---------- | -------------- | ---------- | ---------- |
|                | Кристель Ивер Лоран Сомон     | Правый блок              | 3 275      | 58,49          | 3 916      | 73,03      |
|                | Сильви Корруайер Пьер Курколь | Национальное объединение | 1 262      | 22,54          | 1 446      | 26,97      |
|                | Эрик Каньяш Соня Рикбург      | Непокорённая Франция     | 598        | 10,68          |            |            |
|                | Тьерри Табар Элен Яхьяуи      | Разные левые             | 464        | 8,29           |            |            |

|                | Кандидаты                            | Партия                                    | Первый тур | Первый тур     | Второй тур | Второй тур |
| Кол-во голосов | Кандидаты                            | Партия                                    | % голосов  | Кол-во голосов | % голосов  |            |
| -------------- | ------------------------------------ | ----------------------------------------- | ---------- | -------------- | ---------- | ---------- |
|                | Кристель Ивер Лоран Сомон            | Союз за народное движение (Республиканцы) | 3 151      | 38,04          | 4 537      | 56,31      |
|                | Амели де ла Рошер Этьен де Франкевий | Национальный фронт                        | 2 886      | 34,84          | 3 520      | 43,69      |
|                | Ромен Деламот Сильви Эдан            | Социалистическая партия                   | 1 150      | 13,88          |            |            |
|                | Вильям Нгассам Сабин Руйер           | Прочие                                    | 1 097      | 13,24          |            |            |

|  | Кандидат         | Партия                  | % голосов |
|  | ---------------- | ----------------------- | --------- |
|  | Кристиан Влеминк | Разные правые           | 54,13     |
|  | Паскаль Детр     | Социалистическая партия | 45,87     |

|  | Кандидат         | Партия        | % голосов |
|  | ---------------- | ------------- | --------- |
|  | Кристиан Влеминк | Разные правые | 61,21     |
|  | Пьер Люка        | Разные левые  | 38,79     |